# Chloropteryx jalapata
Chloropteryx jalapata là một loài bướm đêm trong họ Geometridae.